# La Colorada (Los Santos)
La Colorada è un comune (corregimiento) della Repubblica di Panama situato nel distretto di Los Santos, provincia di Los Santos. Si estende su una superficie di 20,7 km² e conta una popolazione di 1.030 abitanti (censimento 2010).